# المعاجلة (مناخة)

تعديل مصدري - تعديل

المعاجلة هي إحدى قرى عزلة مسار بمديرية مناخة التابعة لمحافظة صنعاء، بلغ تعداد سكانها 683 نسمة حسب تعداد اليمن لعام 2004.